# Omochiralità

Modelli molecolari di due enantiomeri di un generico aminoacido

Con il termine omochiralità ci si riferisce, in chimica, a un gruppo di molecole non necessariamente uguali, ma con la stessa configurazione assoluta (R o S). In biologia alcune molecole costituenti gli esseri viventi sono omochirali. Praticamente tutti gli amminoacidi hanno configurazione L e tutti i carboidrati biologicamente rilevanti hanno configurazioni D.
L'origine dell'omogeneità chirale in natura non è ancora chiara come non è ancora chiaro se la vita avrebbe potuto evolversi nello stesso modo qualora al posto degli stereoisomeri presenti ci fossero state le loro immagini speculari, ad esempio se tutti gli amminoacidi fossero stati D e non L. In ogni caso, le strutture tridimensionali di macromolecole complesse, come le proteine, non potrebbero formarsi partendo dal racemo e non dagli amminoacidi otticamente puri. È stato dimostrato sperimentalmente che gli amminoacidi riescono a formare meglio aggregati partendo da substrati enantiopuri piuttosto che partendo da racemi.
Si pensa che l'origine dell'omochiralità sia avvenuta in tre passaggi sequenziali: una rottura della simmetria, che crea un piccolo eccesso enantiomerico, una amplificazione, in cui si ha un arricchimento di molecole di una data configurazione, e una trasmissione, in cui l'eccesso enantiomerico interagendo con altre molecole genera stereoselettivamente altre molecole chirali.